# Наполеон (филм из 2023)
Наполеон (енгл. Napoleon) је епски историјски драмски филм из 2023. године, режисера Ридлија Скота, према сценарију Дејвида Скарпе. Заснован на истинитој причи о Наполеону Бонапарти, филм првенствено прати његов успон до моћи и однос са Жозефином де Боарне. Главне улоге тумаче Хоакин Финикс и Ванеса Кирби.
У августу 2023. Ридли Скот је открио да ће бити објављена редитељска верзија од четири и по сата. У тој верзији Наполеона се више истражује лик царице Жозефине. Скот је израдио наду да ће моћи да дистрибуира верзију и у биоскопима и на Apple TV+, након завршетка емитовања биоскопске верзије филма.
Филм је премијерно приказан 14. новембра 2023. у Паризу, док је у америчким биоскопима издат 22. новембра исте године. Добио је углавном позитивне рецензије критичара.

## Радња
Филм говори о успону до славе и моћи, једноставног француског официра Наполеона Бонапарте, кроз поглед на његов зависнички и променљиви однос са царицом Жозефином.

## Улоге
| Глумац         | Улога                               |
| -------------- | ----------------------------------- |
| Хоакин Финикс  | Наполеон Бонапарта                  |
| Ванеса Кирби   | Жозефина де Боарне                  |
| Тахар Рахим    | Пол Барас                           |
| Бен Мајлс      | Коленкур                            |
| Лудивин Сањије | Тереза Талијен                      |
| Метју Нидам    | Лисјен Бонапарта                    |
| Џон Холингворт | Мишел Неј                           |
| Јусеф Керкур   | Луј Никола Даву                     |
| Фил Корнвел    | Шарл Анри Сансон                    |
| Едуар Филипона | Александар I Павлович               |
| Ијан Макнис    | Луј XVIII                           |
| Руперт Еверет  | Артур Велсли, војвода од Велингтона |
| Пол Рис        | Шарл Морис де Талеран               |
| Кетрин Вокер   | Марија Антоанета                    |
| Гавин Споукс   | Жан Мулин                           |
| Марк Бонар     | Жан-Андош Жуно                      |
| Ана Маун       | Марија Лујза                        |
| Давиде Тучи    | Лазар Ош                            |
| Сем Крејн      | Жак-Луј Давид                       |
| Скот Хенди     | Луј Александар Бертје               |